# Apsolutni idealizam
Apsolutni idealizam je jedna forma idealizma. Jedan od najpoznatijih predstavnika apsolutnog idealizma je George Wilhelm Friedrich Hegel (pripadnik njemačkog klasičnog idealizma, zajedno s Kantom, Fichteom i Schellingom). Pripadnici apsolutnog idealizma smatraju da je cjelokupna stvarnost jedna jedinstvena apsolutna ideja. Ona predstavlja jedinstvo subjekta i objekta i ona se neprestano razvija, kreće, unutar sebe. Hegel je tu pokretačku snagu apsolutne ideje nazvao "dijalektika", i stvorio je tri zakona dijalektike. 

## Relevantni članci
- Metafizika
- Idealizam